# Krümperpferd
Das Krümperpferd war früher bei Kavallerie- und Artillerie-Formationen ein überplanmäßiges Pferd, das zum Transport von Fourage und anderen Bedarfsmitteln bestimmt war. Mit „Krümper“ (von „krumm“, oberdeutsch auch „krumb“) bezeichnete man einen aufgrund Alters krumm, also gebeugt gehenden, aber auch generell einen alten oder auch einen ungeschickten Menschen
Bei Krümperpferden handelte sich also um infolge Alters für den Kriegsdienst nicht mehr brauchbare und damit auszumusternde Pferde, die jedoch für allfällige leichtere Arbeiten als Zugpferde zurückbehalten werden durften, um das übrige Pferdematerial der Einheit zu schonen.
Da der Unterhalt zusätzlicher Pferde den Militäretat belastete, war die Zahl der Krümperpferde, die eine Einheit über Etat halten durfte, natürlich begrenzt: Für die 1870er Jahre waren pro Eskadron maximal drei bis vier, pro reitender Batterie zwei bis vier, pro sonstige Feldartillerie-Batterie zwei bis drei, pro Train-Kompagnie zwei bis fünf Krümperpferde zulässig. Für die Zeit der 1890er Jahre gibt eine andere Quelle als Höchstzahl an: Je Eskadron vier, jede Batterie und Trainkompanie zwei Krümperpferde. Für sie waren keine etatmäßigen Rationen ausgeworfen. sie mussten vielmehr von dem für die übrigen Pferde gelieferten Futter durchgekrümpert d. h. mit durchgefüttert werden.
Gegen eine Vergütung konnten sie auch für andere Truppenteile und Behörden Fuhrarbeiten mit dem Krümperwagen ausführen. Auch die Einnahmen aus dem Verkauf des anfälligen Pferdedüngers standen für den Unterhalt der Krümperpferde zur Verfügung.